# Ancyluris gelisae
Ancyluris gelisae är en fjärilsart som beskrevs av Rebillard 1958. Ancyluris gelisae ingår i släktet Ancyluris och familjen Riodinidae. Inga underarter finns listade i Catalogue of Life.